# Пивоваренные дрожжи

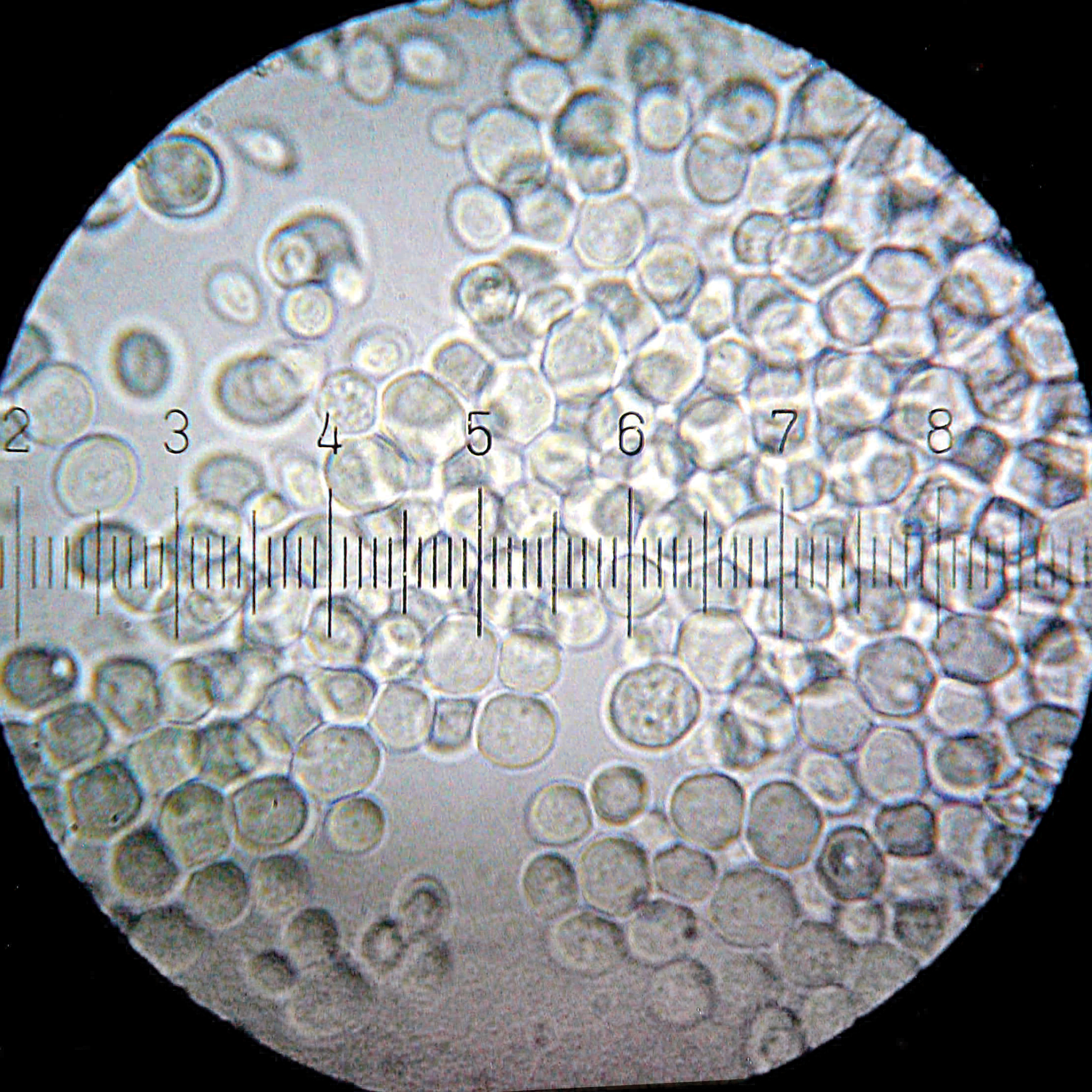
Снимок Saccharomyces cerevisiae через микроскоп

Пивова́ренные (пивны́е) дро́жжи — дрожжи, используемые в пивоварении.
К ним относятся различные расы дрожжей вида Saccharomyces cerevisiae, в том числе такие, которые ранее считались отдельными видами (например, Saccharomyces carlsbergensis), и некоторые другие близкородственные виды дрожжей, такие как Saccharomyces pastorianus. Также в пивоварении используются дрожжи рода Brettanomyces.
Препараты из пивных дрожжей также используются в качестве витаминных и иммуномодулирующих БАДов, кормовых добавок.
Чистые культуры пивных дрожжей впервые были выделены из дрожжей дикого типа Э. Хансеном в исследовательском центре компании Carlsberg, и вскоре после этого искусственно разводимые штаммы стали применяться в пивоварении вместо «диких» дрожжей, заражавших сусло случайно.

## Использование в пивоварении
В зависимости от условий, при которых происходит брожение, различают дрожжи верхового (поверхностного, тёплого) брожения и низового (глубинного, холодного). Верховое брожение происходит при температуре 14—25 °C и иногда выше, при этом поднимается «шапка» над поверхностью сусла. Оно используется для производства британского эля, вайценов и ряда других сортов пива. Для низового брожения оптимальны температуры 6—10 °C, дрожжи оседают на дно плотным осадком.
Однако деление на верховые и низовые дрожжи нестрогое. Например, верховые дрожжи способны адаптироваться к низким температурам, при которых, однако, их активность снижается и они не поднимаются к поверхности. Поэтому учёные и практики-пивовары оценивают и классифицируют штаммы дрожжей по комплексу признаков. Для систематики оценивают внешний вид колоний, развивающихся на плотной питательной среде и поведение при развитии в жидкости, усваиваемые (сбраживаемые) сахара, спирты и органические кислоты. Пивоварам же важны бродильная активность при различных температурах, способность к флокуляции, степень сбраживания и, главное, вкус и другие качества получающегося пива.
Штаммы Saccharomyces cerevisiae используют как для верхового, так и для низового брожения, а Saccharomyces pastorianus, Saccharomyces uvarum, Saccharomyces carlsbergensis — для низового. Штаммы S. carlsbergensis отличаются также тем, что способны сбраживать трисахарид рафинозу.
Некоторые сорта пива, например, бельгийский ламбик, продолжают варить с использованием «диких» дрожжей (обычно относящихся к роду Brettanomyces).
Большинство штаммов пивных дрожжей могут сбраживать углеводы до концентрации спирта в 6—7 %, но полностью перестают развиваться при достижении концентрации спирта в 9 %. Поэтому более крепкие сорта пива получают при использовании специальных рас дрожжей, либо увеличивая крепость напитка после окончания брожения.